# Martín Fernández de Quintana
Martín Fernández de Quintana – wielki mistrz zakonu Calatrava w latach 1216–1218.
W 1216 r. zapoczątkował rozbudowę twierdzy Calatrava la Nueva położonej kilkanaście kilometrów od "starej" Calatravy, gdzie w 1217 r. przeniosła się z Salvatierry główna siedziba zakonu. Połączyło się to z powrotem do starej nazwy zakonu – zakon Calatrava.
Ten wielki mistrz, po otrzymaniu miasta i twierdzy Alcántara w 1217 r. od króla Leónu Alfonsa IX, przekazał je w 1218 r. zakonowi św. Juliana z Pereiro, zawierając jednocześnie układ, na mocy którego zakon Calatrava i św. Jakuba z Pereiro zachowają braterski związek, a mistrzowie Calatravy będą mieli prawo wizytować domy zakonne i twierdze rycerzy św. Jakuba. Zawarcie tego układu było prawdopodobnie spowodowaną konsolidacją sił zakonów do dalszej walki z Maurami, albowiem był to czas szczególnie intensywnej rekonkwisty.